# Punch-Drunk Love
Pour plus de détails, voir Fiche technique et Distribution.
Punch-Drunk Love est un film américain écrit et réalisé par Paul Thomas Anderson, sorti en 2002.
Le film est sélectionné en compétition au festival de Cannes 2002 où il reçoit le prix de la mise en scène.

## Synopsis
Jusqu'à présent, l'existence de Barry Egan avait été dénuée de toute complication. Ses journées étaient partagées entre son travail et ses sept sœurs omniprésentes. Un tel emploi du temps ne lui laissait guère le loisir de se distraire et encore moins d'avoir une vie sentimentale.
Deux événements vont amener un bouleversement de cette situation : l'arrivée d'une mystérieuse jeune femme, Lena, qui vient déposer sa voiture devant l'entrepôt-bureau de Barry, ainsi que l'apparition d'un harmonium sur le trottoir au petit matin.
Selon l'expression « punch drunk », qui s'applique aux boxeurs désorientés par les coups de leur adversaire, dans le film, Barry Egan voit l'amour s'abattre sur lui avec la violence d'un direct.

## Fiche technique
Sauf indication contraire, les informations mentionnées dans cette section peuvent être confirmées par la base de données cinématographiques IMDb,  présente dans la section « Liens externes ».
- Titre original : Punch-Drunk Love
- Titre français : Punch-Drunk Love - Ivre d'amour
- Titre québécois : Ivre d'amour
- Réalisation et scénario : Paul Thomas Anderson
- Direction artistique : William Arnold
- Costumes : Mark Bridges
- Photographie : Robert Elswit
- Musique : Jon Brion
- Montage : Leslie Jones
- Production : Paul Thomas Anderson, Daniel Lupi, Joanne Sellar
- Sociétés de production : New Line Cinema, Revolution Studios et Ghoulardi Film Company
- Sociétés de distribution : Columbia Pictures
- Pays d'origine :  États-Unis
- Langue originale : anglais
- Genre : comédie romantique et dramatique
- Budget : 25 millions de dollars[2]
- Format : couleurs Technicolor - 2,39:1 - 35 mm - Dolby Digital EX/ SDDS/ DTS-ES
- Durée : 95 minutes
- Dates de sortie[3] :
  - France : 19 mai 2002 (Festival de Cannes) ; 22 janvier 2003 (sortie nationale)
  - Canada : 11 octobre 2002 (sortie limitée)
  - États-Unis : 11 octobre 2002 (sortie limitée) ; 1er novembre 2002 (sortie nationale)

## Distribution

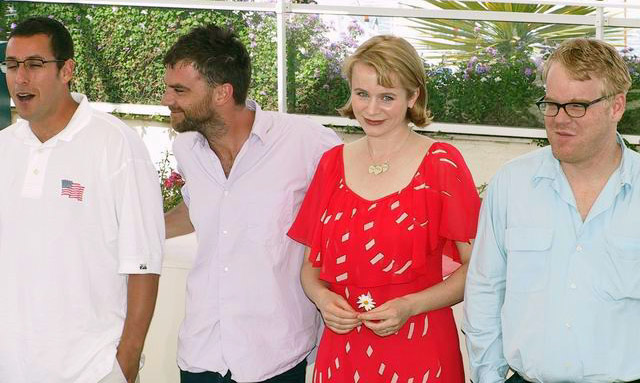
L'équipe du film au festival de Cannes en 2002.

- Adam Sandler (VF : Serge Faliu et VQ : Alain Zouvi) : Barry Egan
- Emily Watson (VF : Isabelle Gardien) : Lena Leonard
- Philip Seymour Hoffman (VF : Loïc Houdré et VQ : François Godin) : Dean Trumbell
- Luis Guzmán (VF : Enrique Carbadillo) : Lance
- Rico Bueno : Rico
- Hazel Mailloux : Rhonda
- Julie Hermelin : Kathleen
- Salvador Curiel : Sal
- Jorge Barahona : Jorge
- Ernesto Quintero : Ernesto
- Mary Lynn Rajskub : Elizabeth
- Lisa Spector : Susan

Légende : VF = Version Française et VQ = Version Québécoise

## Accueil

### Critique

#### Aux États-Unis
Sur le site américain agrégateur de critiques Rotten Tomatoes, le film détient un taux d'approbation de 79 % sur la base de 197 critiques, avec une note moyenne de 7,40/10. Le consensus critique du site Internet déclare : « Bizarre, touchant et unique, Punch-Drunk Love est aussi délicieusement drôle, utilisant le personnage comique d'Adam Sandler pour explorer la vie d'un gars solitaire qui trouve l'amour. »
Dans un article de Rolling Stone, Peter Travers estime que l'association d'Anderson et de Sandler constituent « des lignes parallèles qui se rencontrent triomphalement dans un hypnotisme qui reste fidèle à leurs deux esprits anarchiques », et loue les performances des acteurs, qualifiant finalement l'effet du film d'« enivrant ».
Daniel Fierman, d'Entertainment Weekly, estime que le film est une « méditation sur le véritable amour, sur la façon dont nous sommes tous bizarres, sur la magie de la rencontre parfaite et sur la nature absurdement improbable de toute l'entreprise. »
Kenneth Turan, du Los Angeles Times, déclare que ce film est « une comédie faite de malaise et de rage qui devient étonnamment douce et pure. »
David Ansen de Newsweek décrit le film comme « une comédie romantique au bord de la crise de nerfs », louant l'imprévisibilité et la cinématographie du film, mais estimant que le rôle de Léna est sous-écrit, il conclut qu'il s'agit d'un « puzzle émotionnel auquel il manque quelques pièces cruciales. »

#### En France
Thomas Sotinel, dans Le Monde, parle à sa sortie en salle en 2003 d'un film « étrange et charmant », « à la poésie pourtant délicate ». Samuel Blumenfeld, dans le même journal n'est pas avare de louanges lors de la projection du film à Cannes en mai 2002 : 

« Le film de Paul Thomas Anderson est traversé par une opposition de deux styles de mise en scène qui conditionne toute sa dramaturgie. Partagé entre expressionnisme et comédie musicale, entre une ambiance dominée par le noir et blanc et une attirance pour le Technicolor, Punch-Drunk Love décrit une lente montée vers la lumière. […] Mais, peu à peu, la magie opère. »

Didier Péron, dans Libération en 2003, est un peu plus réservé.
Plusieurs années plus tard, L'Express évoque, en 2011, « une romance envoûtante, décalée et poétique ».

### Box-office
Avec un budget de 25 millions de dollars, le film n'a pas été un succès commercial, n'enregistrant que 17 millions de recettes aux États-Unis et 24 665 649 $ au total,.

## Distinctions

### Récompenses
- Festival de Cannes 2002 : Prix de la mise en scène ex æquo

### Nominations
- Golden Globes 2003 : Golden Globe du meilleur acteur dans un film musical ou une comédie pour Adam Sandler

## Autour du film
- L'intrigue des miles est basée sur l'histoire réelle de David Phillips.
- Les quatre frères blonds qui frappent Barry dans le film sont aussi réellement frères dans la vie.